# Ambasadorowie Chin w Laosie
Chiny od chwili ustanowienia oficjalnych stosunków dyplomatycznych z Laosem mają w tym kraju swojego ambasadora w Wientianie.
| Lp. | Ambasador    | Okres pełnienia funkcji         |
| --- | ------------ | ------------------------------- |
| 1.  | Liu Chun     | październik 1962 – styczeń 1967 |
| 2.  | Guo Ying     | kwiecień 1974 – grudzień 1977   |
| 3.  | Xu Huang     | grudzień 1977 – czerwiec 1981   |
| 4.  | Liang Feng   | marzec 1988 – marzec 1991       |
| 5.  | Huang Guocai | maj 1991 – luty 1994            |
| 6.  | Li Jiazhong  | marzec 1994 – październik 1995  |
| 7.  | Zhao Jiahua  | listopad 1995 – grudzień 2000   |
| 8.  | Liu Zhengxiu | styczeń 2001 – sierpień 2003    |
| 9.  | Liu Yongxing | sierpień 2003 – luty 2007       |
| 10. | Pan Guangxue | marzec 2007 – luty 2010         |
| 11. | Bu Jianguo   | od marca 2010                   |